# Ferdinand Humbert

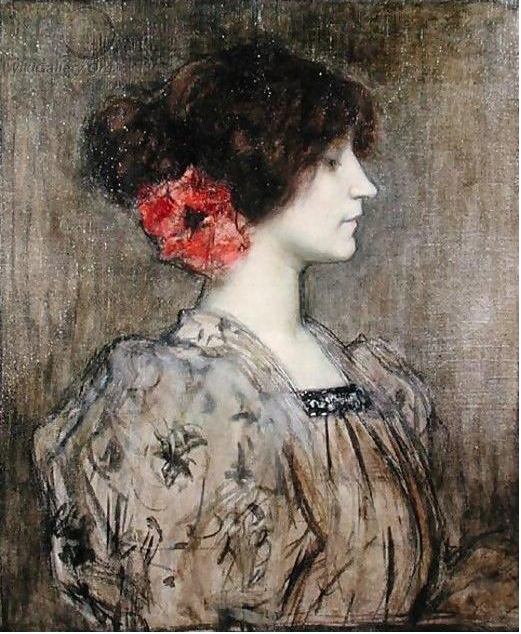
Colette.

Jacques-Ferdinand Humbert (París, 8 de octubre de 1842 –Ib., 6 de octubre de 1934) fue un pintor francés.

## Biografía
Fue estudiante de Eugène Fromentin y de Alexandre Cabanel. Dos años después de su desaparición el Salón de los Artistas Franceses organizó una retrospectiva de su obra. El catálogo de dicha muestra se encuentra incluido en el del Salón 1936, en la página 200.

## Obra

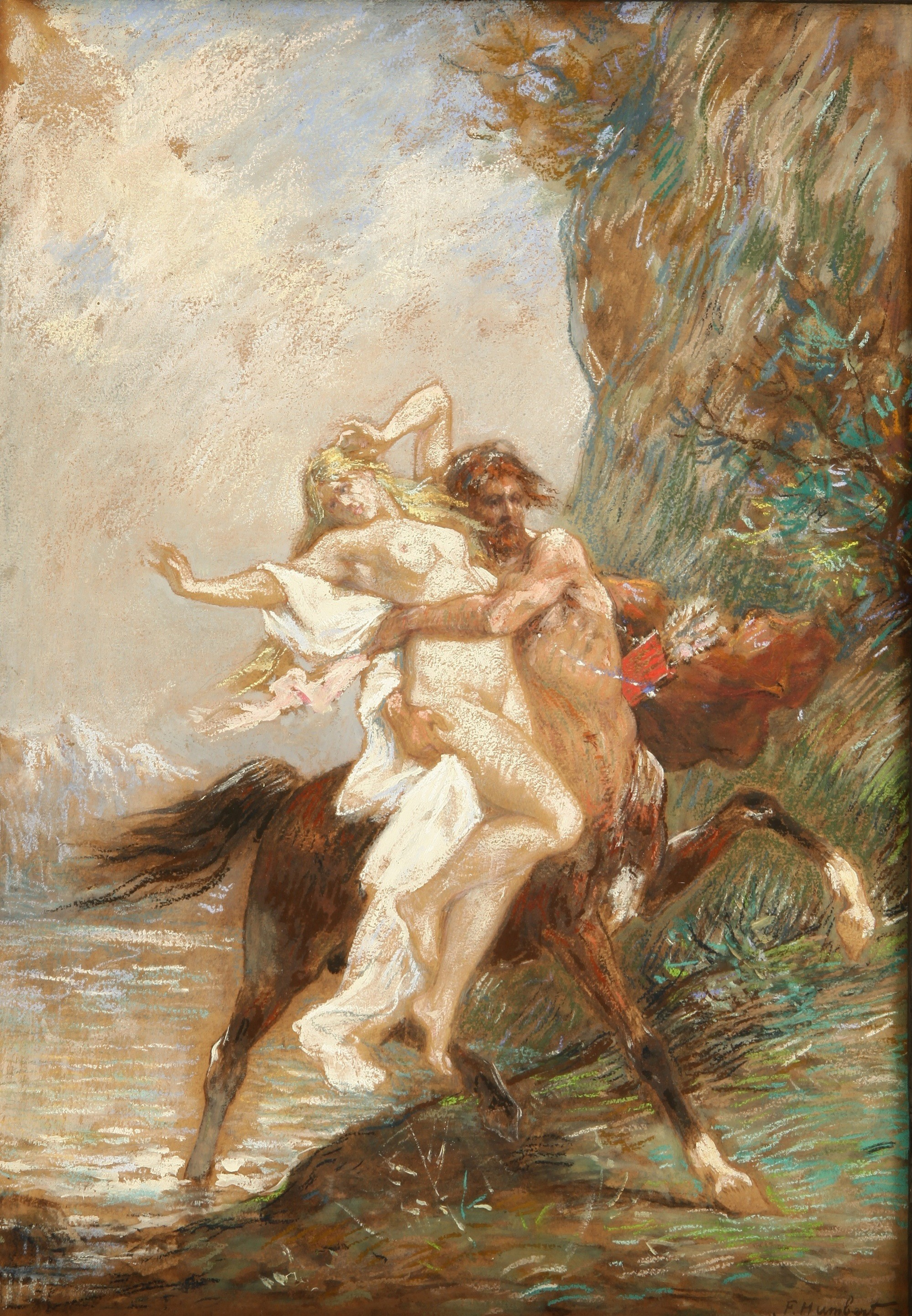
Rapto de Deyanira.

- Retrato de la actriz Jeanne Samary, óleo sobre tela, de 1899.  (Conservado por una descendiente de la modelo en Canadá).
- Retrato del político Justin Germain Casimir de Selves, óleo sobre tela de 1926. (Donación de André Humbert, hijo del artista, en 1934. (N° de inventario MV 6173, bibliografía: Constans 1980, n° 2514).
- Pinturas del Panteón de París.

## Discípulos
- Marie-Anne Zoegger
- Suzanne Drouet Réveillaud
- Andrée Lavieille
- Lucienne Leroux (1903-1981), Premio de Roma de 1926.
- Magdalena Leroux De Pérez Comendador, (1902-1984), Premio de Roma de 1927.
- Maurice Loutreuil
- Marcelle Rondenay